# Histoire politique
Pour l’article homonyme, voir Histoire@Politique.
L'histoire politique est une des principales branches de la recherche en histoire. Elle traite des événements politiques, notamment de l'histoire des États, des idées, des mouvements et des dirigeants à travers l’histoire. 
Elle est généralement structurée autour de l'état-nation. Elle est distincte mais liée à d'autres domaines de l'histoire comme l'histoire sociale, l'histoire économique et l'histoire militaire. 
Méprisée en France dans les années 1930 par l'École des Annales, elle connaît une nouvelle vigueur. Dans un sens plus général, on adjoint à ce champ l'histoire militaire, l'histoire administrative et l’histoire diplomatique.

## Une histoire traditionnelle
On peut avancer que l'histoire politique fut longtemps, avec l'histoire religieuse, l'unique champ de recherche historique. De la Guerre du Péloponnèse de Thucydide au Ve siècle av. J.-C. à l'Histoire de France d’Ernest Lavisse à la fin du XIXe siècle, les œuvres d'historiens traitaient principalement de faits politiques. Augustin Thierry, Jules Michelet, François Guizot, s'ils avaient une vision plus sociale de l'histoire, ne remettaient pas en cause ce primat.  
Avant le XXe siècle, en France, l'histoire était vue comme une succession d'évènements et il ne pouvait y avoir aux yeux des historiens que des évènements politiques. Les avènements et les décès royaux, les victoires et les défaites militaires, les décisions prises au sommet de l'État, l'action des grands hommes (parfois de femmes), les interventions de l'Église suffisaient à expliquer l'émergence et l'affirmation de la France.
L'histoire diplomatique, parfois dénommée « Histoire Rankienne », en hommage à Leopold von Ranke, met l'accent sur la politique, les politiciens et les dirigeants où ils sont considérés comme les moteurs du changement en histoire. Ce type d'histoire de la politique étudie les relations diplomatiques entre États ainsi que la variation des frontières à travers le temps.
Elle est l'étude de la conduite des négociations entre les personnes accréditées représentant des groupes ou des nations. Elle est centrée en particulier sur les négociations de paix, économiques, culturelles ou encore de guerre.

## Une histoire longtemps au service des puissants
Au Moyen Âge et sous l’Ancien Régime, cette histoire était souvent une histoire officielle. Elle répondait à la commande d'un puissant. Les rois, mais aussi les aristocrates, s'entouraient d’historiographes chargés de glorifier leur règne et celui de leurs ancêtres. Aussi, les faits présentés étaient politiques. 
Cet angle de vue rendait d’ailleurs l'apprentissage de l'histoire indispensable pour les princes. La lecture de La Guerre des Gaules devait aiguiser leur sens stratégique. Les Vies de Plutarque ou de Suétone devaient fournir des modèles de conduite et de vertu à l’apprenti-prince. L'histoire politique avait donc cet avantage d'être conseillère des gouvernants par les leçons de morale et de politique qu’on pouvait en tirer. 
À partir des Lumières, l'histoire se libéra de la tutelle des rois, mais aussi de celle de l'Église. Elle prit alors un tour plus polémique. Après 1789, les débats se cristallisaient autour de l'interprétation de la Révolution française. Simple accident dans l'histoire de France selon les conservateurs, rupture irréversible et inévitable selon les libéraux, l'histoire de France devint l'objet de lectures partisanes qui ont dynamisé l'histoire politique.
La première tentative « scientifique » d'écriture de l'histoire de la politique a été réalisée par Leopold von Ranke en Allemagne au XIXe siècle. Ses méthodes ont profondément marqué la façon dont les historiens envisageaient les sources disponibles. Un des aspects importants de l'histoire de la politique est l'étude de l'idéologie comme une force de changement historique. «  L'histoire de la politique dans son ensemble ne peut exister sans l'étude des différences idéologiques et de leurs implications ».

## Crise de l’histoire politique auXXesiècle
La charge contre l’histoire politique sonne dès le début du XXe siècle. En 1903, le sociologue François Simiand dénonce la faible scientificité de l'histoire telle qu’elle est pratiquée à son époque. Il constate que les historiens ont trois idoles : la chronologie, l'individuel et le politique. En somme, Simiand reproche à l'histoire de ne pas prêter attention aux faits sociaux, contrairement à la sociologie.
Bientôt, l'hégémonie de l'histoire politique est critiquée au sein même de la communauté historienne : l'École des Annales, animée par Lucien Febvre et Marc Bloch, méprise ce champ de recherche. Fernand Braudel considère les évènements politiques comme l'« écume » de l'histoire. 
En 1974, l'historien Jacques Julliard dans Faire de l'histoire propose la plus cinglante attaque contre l'histoire politique. Elle est « évènementielle », « élitiste voire biographique », « elle est qualitative et ignore le sériel, elle vise le particulier et ignore la comparaison, elle est narrative et ignore l’analyse […] elle est ponctuelle et ignore la longue durée. »

## Un renouveau depuis longtemps amorcé
Les attaques de Jacques Julliard sont toutefois exagérées car l’histoire politique avait depuis une vingtaine d’années amorcé sa mutation. Les historiens ont renouvelé leurs sujets et revu la façon d’organiser leur récit. Peut-on dire que l'histoire politique reste accrochée à l'évènement ? Non, plusieurs travaux historiques ont développé des analyses autour de concepts (le totalitarisme, la nation, l'absolutisme, la violence, etc.) qui ne requièrent pas un traitement uniquement évènementiel. L'histoire politique reste-elle alors une histoire élitiste, donnant la primauté aux grands hommes ? Là encore, la critique est dépassée. Les historiens du politique analysent aussi les masses. Maurice Agulhon s'est notamment intéressé à l’acculturation politique des campagnes varoises au XIXe siècle. L'histoire politique ne peut être méprisée non plus pour son inadéquation aux méthodes sérielles ou quantitatives. En effet, les statistiques font désormais partie des outils d'analyse de tout historien. Nathalie Petiteau au sujet de la noblesse impériale sous Napoléon Ier et ses successeurs, Bernard Guenée à propos des serviteurs de l'État capétien, Claude Nicolet sur les citoyens de la Rome antique n'ont-ils pas utilisé la prosopographie dans leurs recherches. L'histoire politique n'est pas plus une histoire superficielle, ignorant la longue durée. René Rémond a choisi par exemple de suivre l'évolution des trois familles de pensée sur environ cent cinquante ans. La réhabilitation de l'histoire politique doit beaucoup à cet historien, notamment à travers son rôle à l'institut d’études politiques de Paris. Il dirige en 1988 la publication d'un premier bilan de ce renouveau disciplinaire.
Surtout, l'histoire politique est secouée par les autres branches de l'histoire. L'histoire culturelle a particulièrement fécondé l’analyse des faits politiques. Dans L'Invention d'Athènes, Nicole Loraux s'est attachée à comprendre l'idéologie de la démocratie athénienne à travers la lecture des discours, des oraisons funèbres et des ouvrages historiques sur la ville grecque. L'heureuse conjonction entre « culturel » et « politique » s'incarne dans plusieurs articles des Lieux de mémoires (le Panthéon, le 14 juillet, l'opposition entre droite et gauche). Des disciplines en dehors de l'histoire ont également beaucoup apporté. L'archéologie, en particulier, a enrichi la connaissance des lieux de pouvoirs. 
Ces thèmes originaux et souvent transversaux ne doivent pas occulter la permanence de sujets traditionnels, comme l'histoire de tel État. Leur nouveauté tient alors à des éclairages particuliers issus de l'histoire culturelle ou sociale.
Bien qu'une grande partie de l'histoire écrite pourrait être classée comme histoire diplomatique - Thucydide a été fortement préoccupé par les relations entre États - la forme moderne de l'histoire de la diplomatie a été codifiée au XIXe siècle par Leopold von Ranke. Ranke a beaucoup travaillé sur l'histoire moderne de l'Europe en utilisant les archives diplomatiques des grandes puissances européennes pour construire une compréhension détaillée de l'histoire de l'Europe « comme elle s'est réellement déroulée ». Ranke voit l'histoire de la diplomatie comme le genre le plus important de l'histoire et le plus urgent à écrire à cause de son idée de « la primauté des Affaires étrangères » (« Primat der Aussenpolitik »), faisant valoir que les préoccupations des relations internationales conduisent au développement interne de l'État. Ranke invite pour la compréhension de l'histoire diplomatique à utiliser, comme source, le grand nombre de documents officiels archivé par les gouvernements occidentaux modernes.
Au cours des années 1960, cependant, certains historiens allemands (notamment Hans-Ulrich Wehler et sa cohorte) se sont opposés contre cette idée, suggérant plutôt un « primat de la politique intérieure » (Primat der Innenpolitik), selon lequel l'insécurité de la politique nationale orienterait la direction de la politique étrangère. Cela a conduit à un ensemble considérable de travaux d'interprétation des politiques nationales des différents États et la façon dont ceux-ci agissent sur la conduite des politiques étrangères.
Enfin, l'histoire politique retrouve un dynamisme à travers le développement de l'histoire du temps présent. Poussés par une demande de la société, les historiens n'hésitent pas à se pencher sur la vie politique récente. Quitte à provoquer quelques remous avec des sujets portant sur le régime de Vichy ou la chute du communisme en Europe de l’Est.